# Sárgásbarna pókhálósgomba
A sárgásbarna pókhálósgomba (Cortinarius multiformis) a pókhálósgombafélék családjába tartozó, Európában és Észak-Amerikában honos, főleg fenyvesekben élő, nem ehető gombafaj. 

## Megjelenése
A sárgásbarna pókhálósgomba kalapja 4-10 cm széles, alakja eleinte domború, majd széles domborúan vagy majdnem laposan kiterül. Fiatalon vagy nedvesen felszíne ragadós. Színe sárgás, barnássárga vagy narancsbarna. Szélén fehér burokmaradványok lehetnek. A kalapbőr kálium-hidroxiddal barnás vagy rozsdavöröses színreakciót ad. 
Húsa fehéres. Szaga édeskés, mézszerű (különösen a tönk tövében), íze nem jellegzetes.  
Sűrű lemezei tönkhöz nőttek. Színük fiatalon fehéres, később tompa szürkésbarnára, idősen rozsdabarnára sötétednek. 
Tönkje 4-8 cm magas és max. 1,5 cm vastag. Töve többé-kevésbé peremesen gumós, 2,5 cm vastag is lehet; ez a fiatal példányoknál feltűnőbb. Színe fiatalon fehéres, később barnás. Felszíne száraz, csupasz, néhány rozsdaszínű hosszanti szállal. A lemezeket védő, igen ritkás, fehér, pókhálószerű kortina a tönkre tapadhat és halvány gallérzónát hozhat létre.
Spórapora rozsdabarna. Spórája ellipszis alakú, gyengén rücskös, mérete 8-10 x 5-6 µm. 

### Hasonló fajok
A fakólemezű pókhálósgomba, a kéklemezű pókhálósgomba, a kesernyés pókhálósgomba, esetleg a gyűrűs ráncosgomba hasonlíthat hozzá. 

## Elterjedése és termőhelye
Európában és Észak-Amerikában honos. 
Elsősorban fenyvesekben, ritkábban bükkösökben fordul elő, inkább savanyú, mohás talajon. Augusztustól októberig terem. 

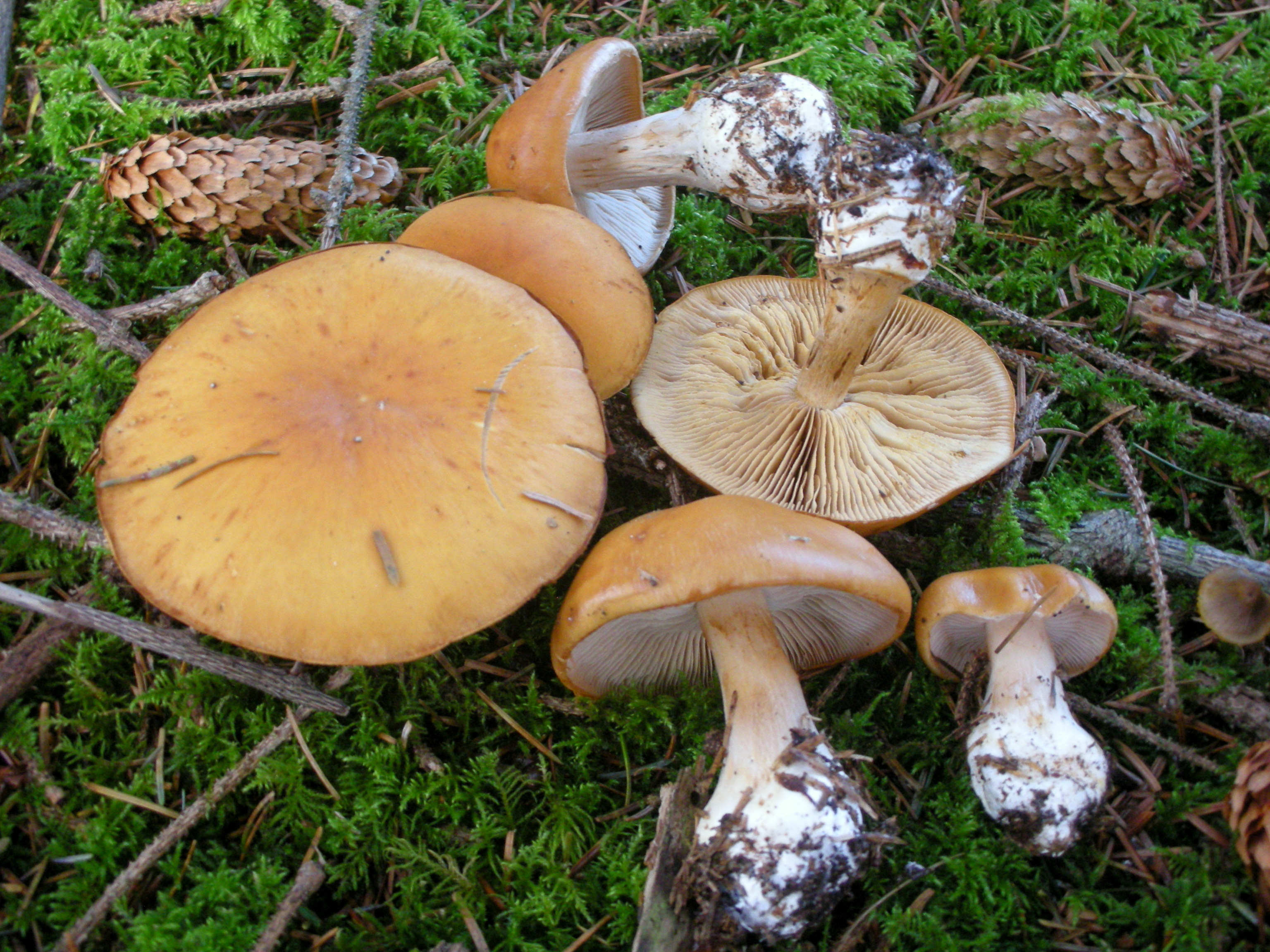
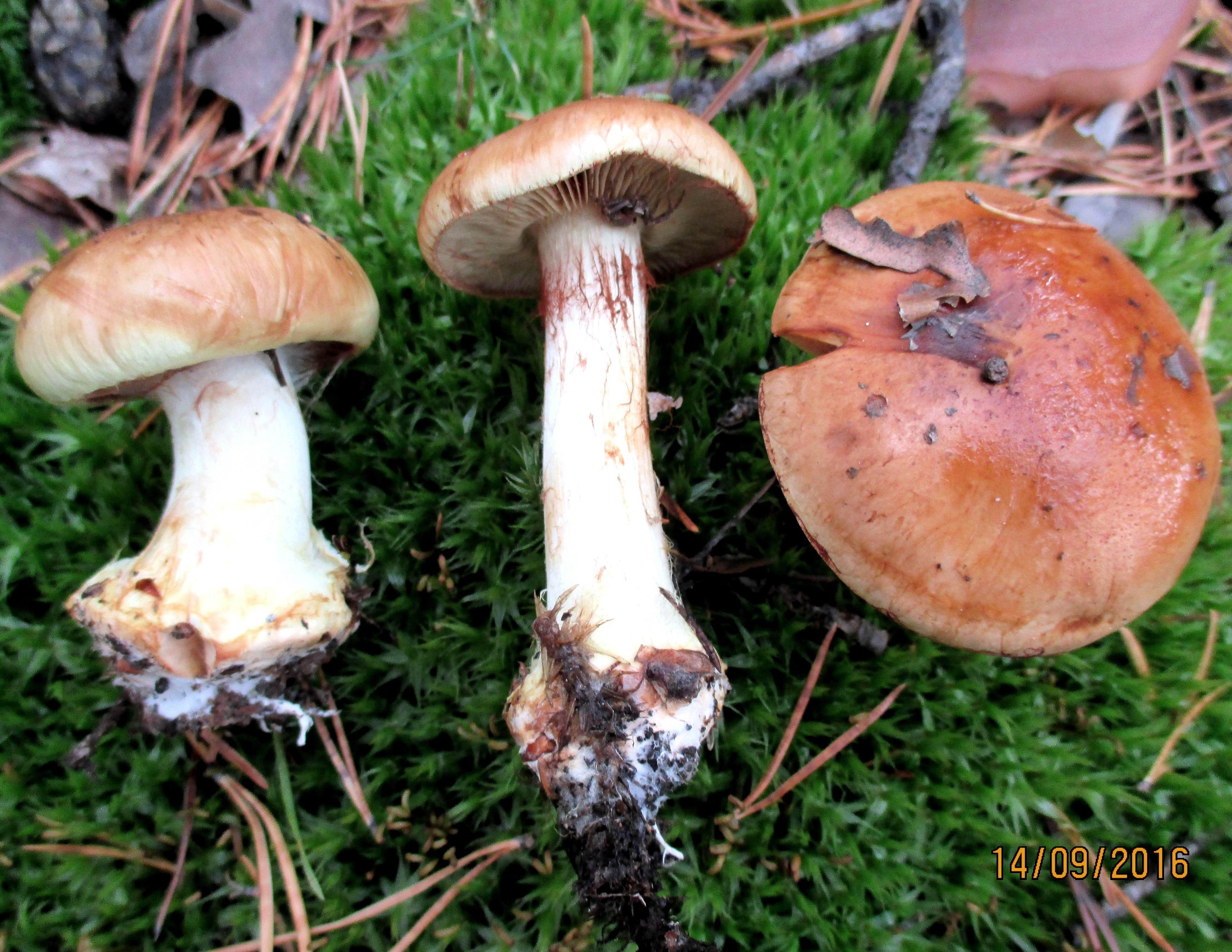
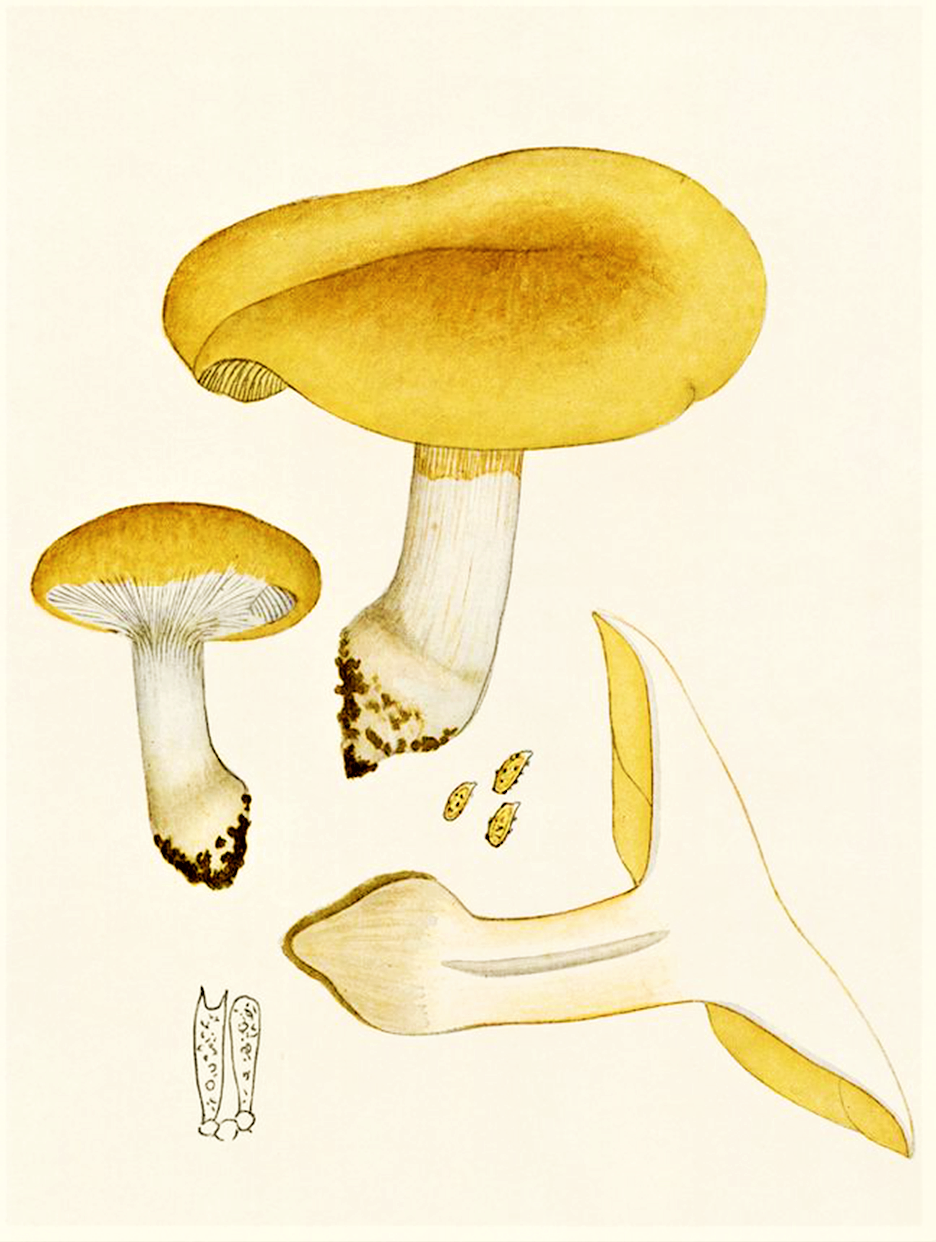
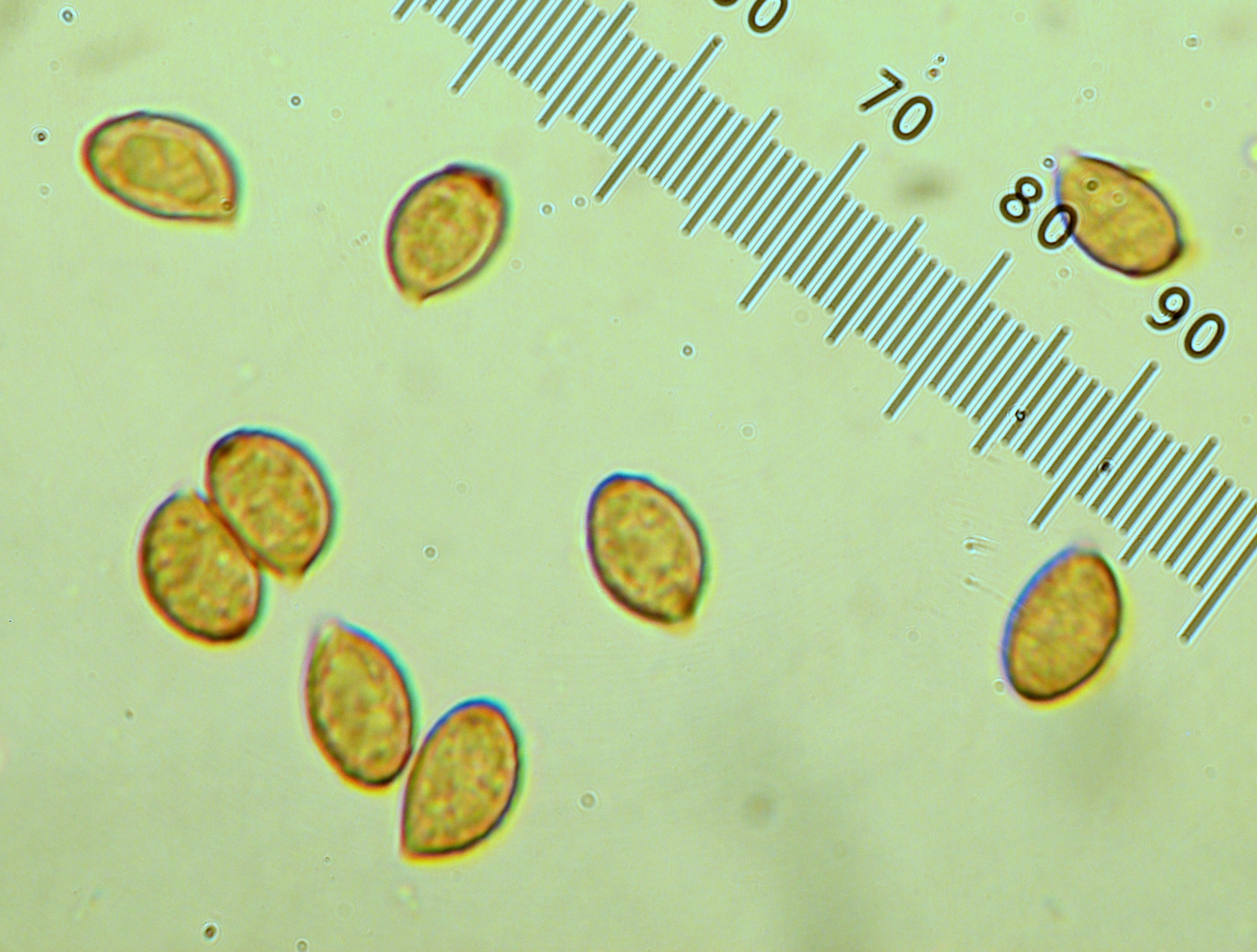

Nem ehető.